# Toya mahensis
Toya mahensis är en insektsart som först beskrevs av William Lucas Distant 1917.  Toya mahensis ingår i släktet Toya och familjen sporrstritar. Inga underarter finns listade i Catalogue of Life.